# Réseau du Centre
Ne doit pas être confondu avec Groupe du Centre en Belgique,  aussi appelé Réseau du Centre.
Le Réseau du  Centre est un réseau ferroviaire interdépartemental à voie métrique et exploité par la Société générale des chemins de fer économiques entre 1886 et 1950. Il se compose des réseaux de l'Allier et du Cher.

## Histoire
L'ouverture des lignes s'est effectué dans l'ordre suivant:
- Pour le premier réseau (1886-1892)

Moulins - Bourbon l'Archambault, 26 km, ouverture le 1er décembre 1886
Bourbon l'Archambault - Buxières-les-Mines, 19 km, ouverture le 1er février 1887
Varennes-sur-Allier - Chantelle, 28 km, ouverture le 21 juillet 1887
Buxières les Mines - Cosne-sur-l'Œil, 12 km, ouverture le 13 octobre 1887
Bourges - Dun-sur-Auron, ouverture le 1er octobre 1888
Chantelle - Bézenet, 37 km, ouverture le 14 juillet 1889
Sancoins- La Guerche, ouverture le 10 août 1890
Bezenet - Marcillat, 38 km, ouverture le 24 mai 1891
Sancoins- Châteaumeillant, ouverture le 7 septembre 1891
Couleuvre - Villefranche d'Allier, 36 km, ouverture le 4 novembre 1891
Dun sur Auron - Laugère, ouverture le 1er mars 1892
Villefranche-d'Allier - Lapeyrouse, 33 km, ouverture le 24 octobre 1892
- Pour le second réseau (1906-1912)

Varennes-sur-Allier - Le Donjon, 36 km, ouverture le 5 avril 1906
La Guerche - Veaugues ouverture le 23 juillet 1906
Lapalisse - Le Mayet-de-Montagne, 23 km, ouverture le 1er août 1906
Marçais - Lignières, ouverture le 15 septembre 1906
Lignières - Saint Florent, ouverture le 6 mai 1907
Veaugues - Argent, ouverture le 26 août 1907
Neuilly-Moulin-Jamet - Saint-Satur, (embranchement), ouverture le 29 mai 1908
Le Donjon - Digoin, 24 km, ouverture le 30 septembre 1912
Ces lignes sont classées en deux catégories:
- lignes d'intérêt général (IG): elles sont construites et entretenues par l'État

Sancoins - Cosne d'Allier - Lapeyrouse
Sancoins -  Chateaumeillant
- lignes d'intérêt local (IL): elles sont à la charge des départements du Cher et de l'Allier

réseau d'intérêt local du Cher
réseau d'intérêt local de l'Allier

## Exploitation
La société générale des chemins de fer économiques (SE), assure l'exploitation de ce réseau, par le biais d'une convention avec 
- le département de l'Allier, le 16 mai 1883.
- le département du Cher, le 13 juillet 1885.

Toutes les lignes fermeront entre 1939 et 1951.

## Matériel roulant
Le matériel roulant était divisé en trois catégories 
- matériel d'intérêt général (IG), appartenant à l'État et affecté aux lignes d'intérêt général
- matériel d'intérêt local (IL) Cher, appartenant au département du Cher et affecté aux lignes d'intérêt local de ce département
- matériel d'intérêt local (IL) Allier, appartenant au département de L'allier et affecté aux lignes d'intérêt local de ce département

Sur les véhicules, l'origine était toujours précisée par une inscription ou une plaque (Allier, Cher, Centre)

### Locomotives à vapeur

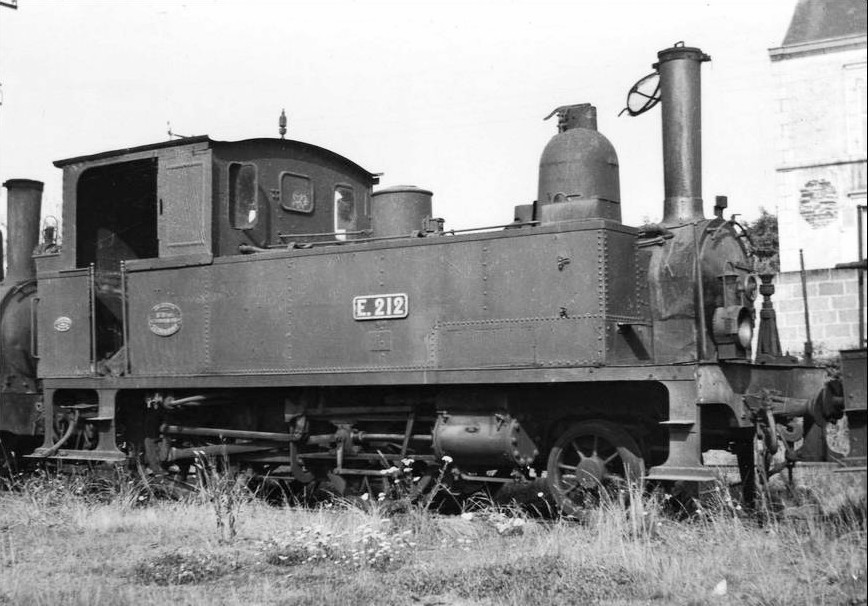
Locomotive 120 T n° E 212.du Réseau breton, identique aux machines 2501 à 2507 et 2601 à 2605.

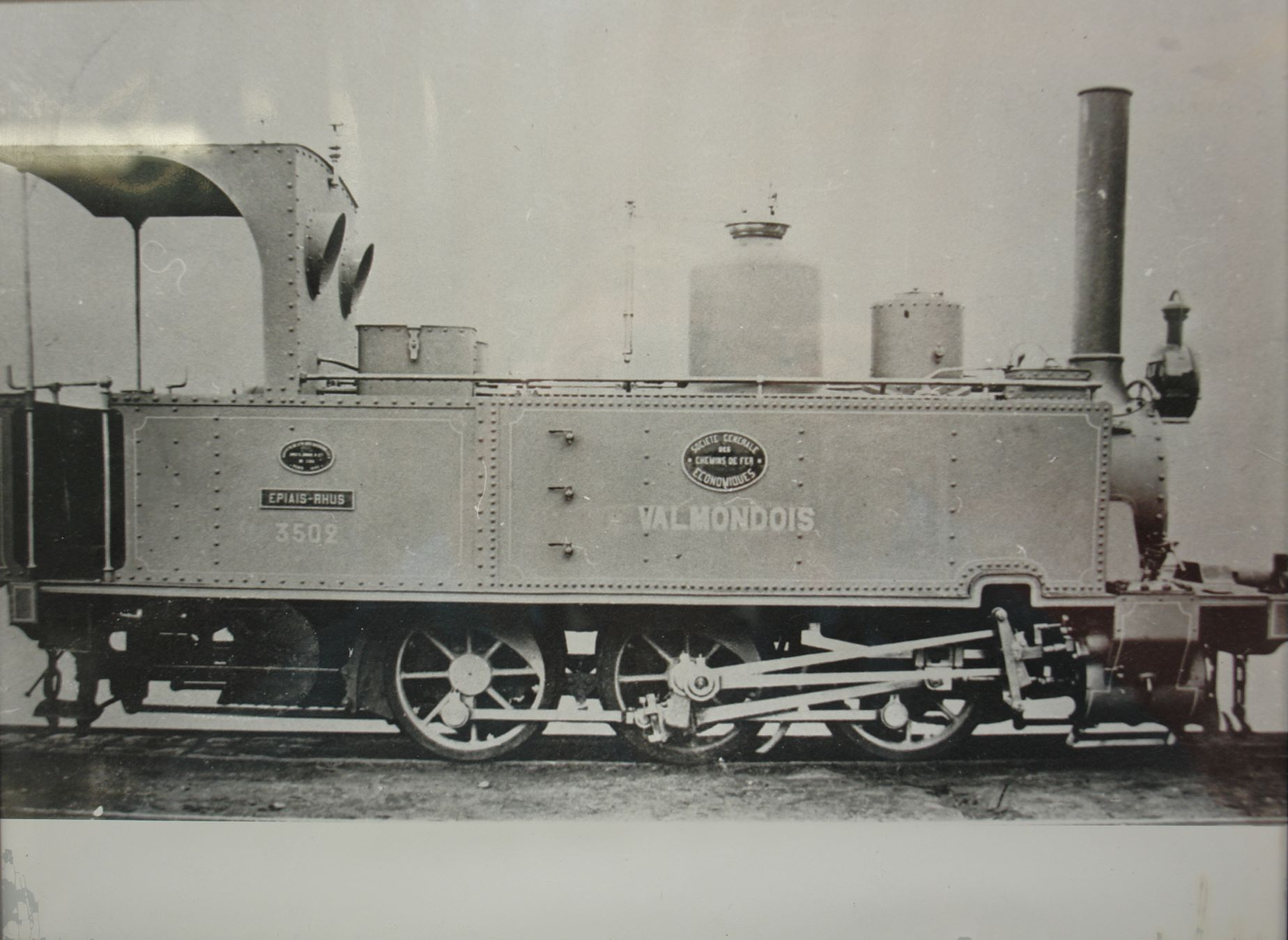
Locomotive 030T n° 3103, ex-3502

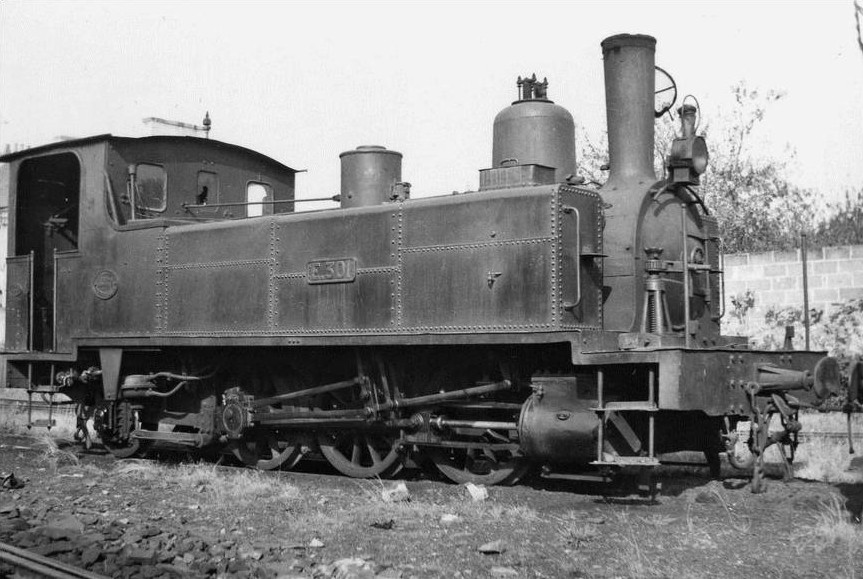
Locomotive 031 T n°3558 construite par la SACM et devenue au Réseau breton E 301.

- 120 T, no 2501-2504, IL Allier, livrées par la SACM en 1891 (n°4262 à 4265)
- 120 T, no 2505-2507, IG, livrées par la SACM en 1893 (n°4435 à 4437)
- 120 T, no 2508-2510, IG, livrées par la SACM en 1894 (n°4602 à 4604)
- 120 T, no 2601-2605, IL Cher, livrées par Schneider en 1905 (n°2825 à 2829)
- 030 T, no 3101, IL Allier, ex Dompierre-Lapalisse, livrée par Weidknecht
- 030 T, no 3102, IL Allier, ex chemin de fer Anvin Calais no 20
- 030 T, no 3103-3104, IL Allier, ex Valmondois-Marines n°3502-3503, livrées par Batignolles en 1885 (n°1165 et 1166)
- 030 T, no 3111-3114, IL Allier, ex Dompierre-Lapalisse, livrées par Pinguély en 1891,(n° de construction : 13 à 16),
- 031 T, no 3504-3514, IL Allier, livrées par la SACM en 1888 (n°3948 à 3958)
- 031 T, no 3515-3518, IL Cher, livrées par la SACM en 1888 (n°3959 et 4015 à 4017)
- 031 T, no 3543-3546, IL Allier, livrées par la SACM en 1889 (n°4051 à 4258)
- 031 T, no 3547-3557, IG, livrées par la SACM en 1889 à 1891 (n°4059 à 4065)
- 031 T, no 3558-3560, non livrées par la SACM en 1891 (n°4066 à 4069), expédiées au Réseau breton, devenues E 301 à 303
- 130 T, no 3601-3606, IL Allier, livrées par Schneider en 1905 (n°2818 à 2824)
- 130 T, no 3607-3613, IL Cher, livrées par Schneider en 1906 (n°2847 à 2852)[1]
- 130 T, no 3614-3616, IL Allier, livrées par Buffaud & Robatel
- 020-020 T, no 4501-4503, IG, livrées par la SACM en 1891 (n°4440 à 4442)

### Voitures voyageurs

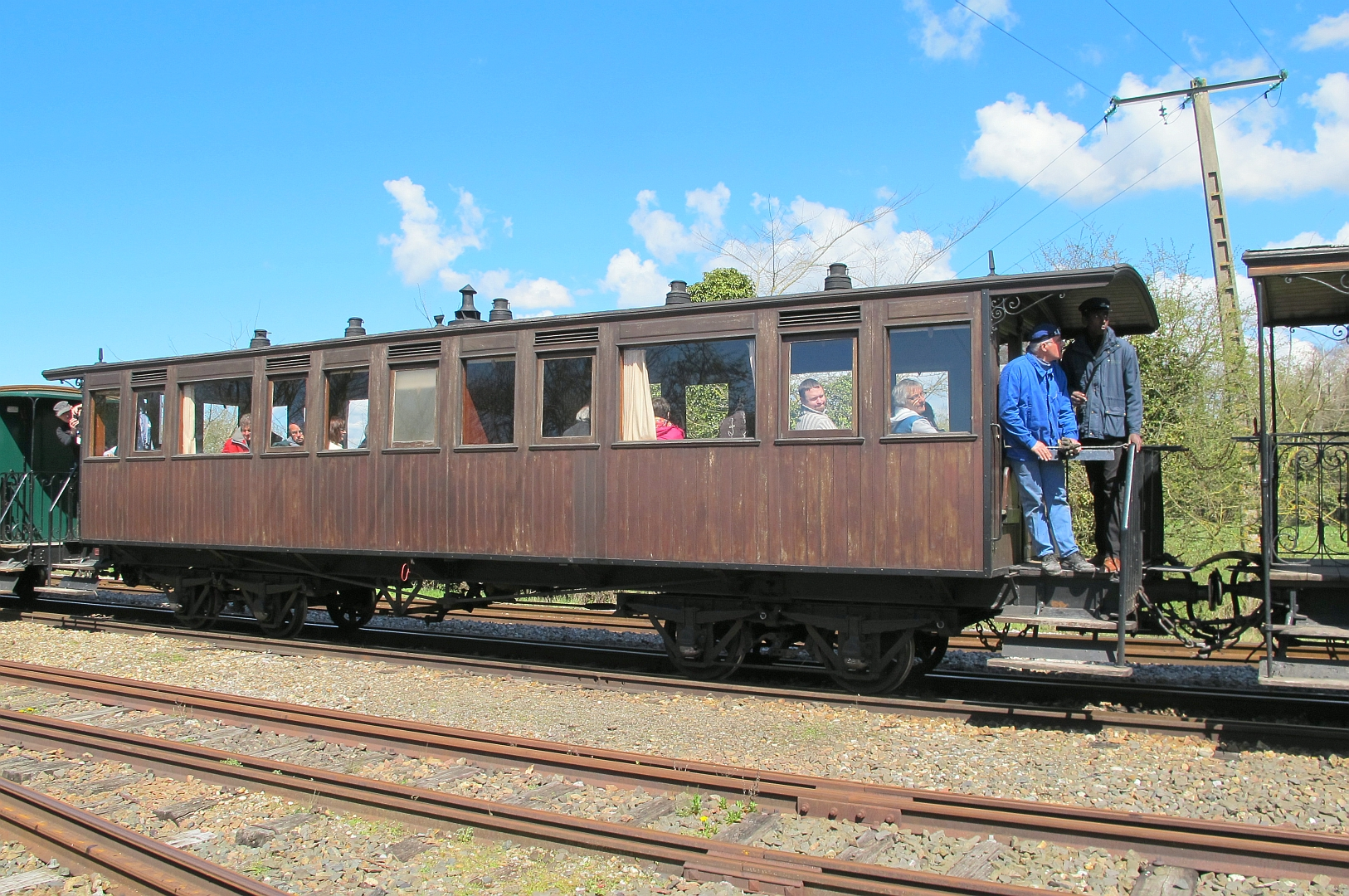
Voiture-salon du réseau aujourd'hui au CFBS

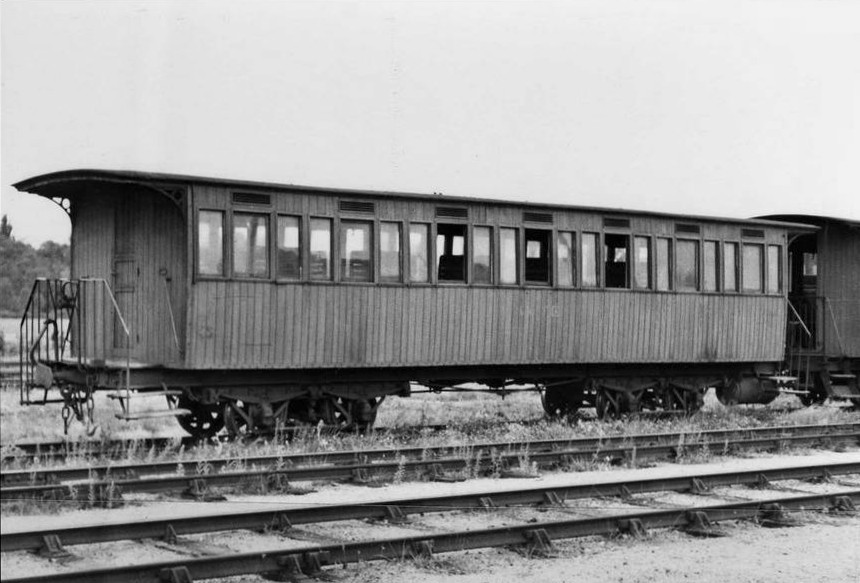
Voiture à bogies type Bf livrée entre 1886 et 1892)

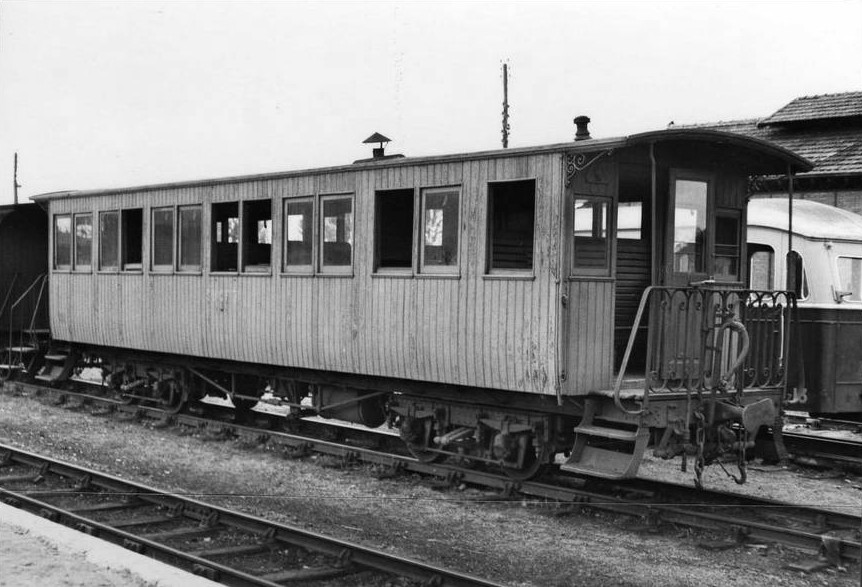
Voiture type ABf, livrée entre 1906 et 1909

- Voitures livrées  au premier réseau entre 1886 et 1892

Ces voitures sont à bogies et possèdent deux classes désignées par A (1re) et B (seconde). Certaines possèdent un compartiment fourgon désigné D. L'accès se fait par deux plateformes extrêmes et une médiane.
- Type As, (salon), construite en 1889, préservée au  CFBS;
- Type ABDf, 1re (8 places assises), 2e (28 places assises)

ABDf 13 voitures affectées à l'Allier
ABDf 15 voitures affectées aux lignes d' IG
ABDf 3  voitures affectées au Cher
- Type Bf, 2e 56 places assises

Bf 15 voitures affectées à l'Allier
Bf 10 voitures affectées aux lignes d' IG
Bf 17 voitures affectées au Cher
- type ADf, 1re  (24 places assises), compartiment fourgon

ADf 10 voitures affectées aux lignes d' IG
- Voitures livrées au second réseau entre 1906 et 1909

Ces voitures possèdent des bogies à double suspension et des ouvertures plus grandes. L'accès se fait par deux plateformes extrêmes 
- Type ABf, 1re (9 places assises), 2e (40 places assises)

ABf, 14 voitures affectées à l'Allier
ABf, 15 voitures affectées au Cher
- Voitures provenant du chemin de fer de Dompierre à Lapalisse

ABf 1 à 4
Bf 351 à 353

### Fourgons à bagages
matériel livré au premier réseau

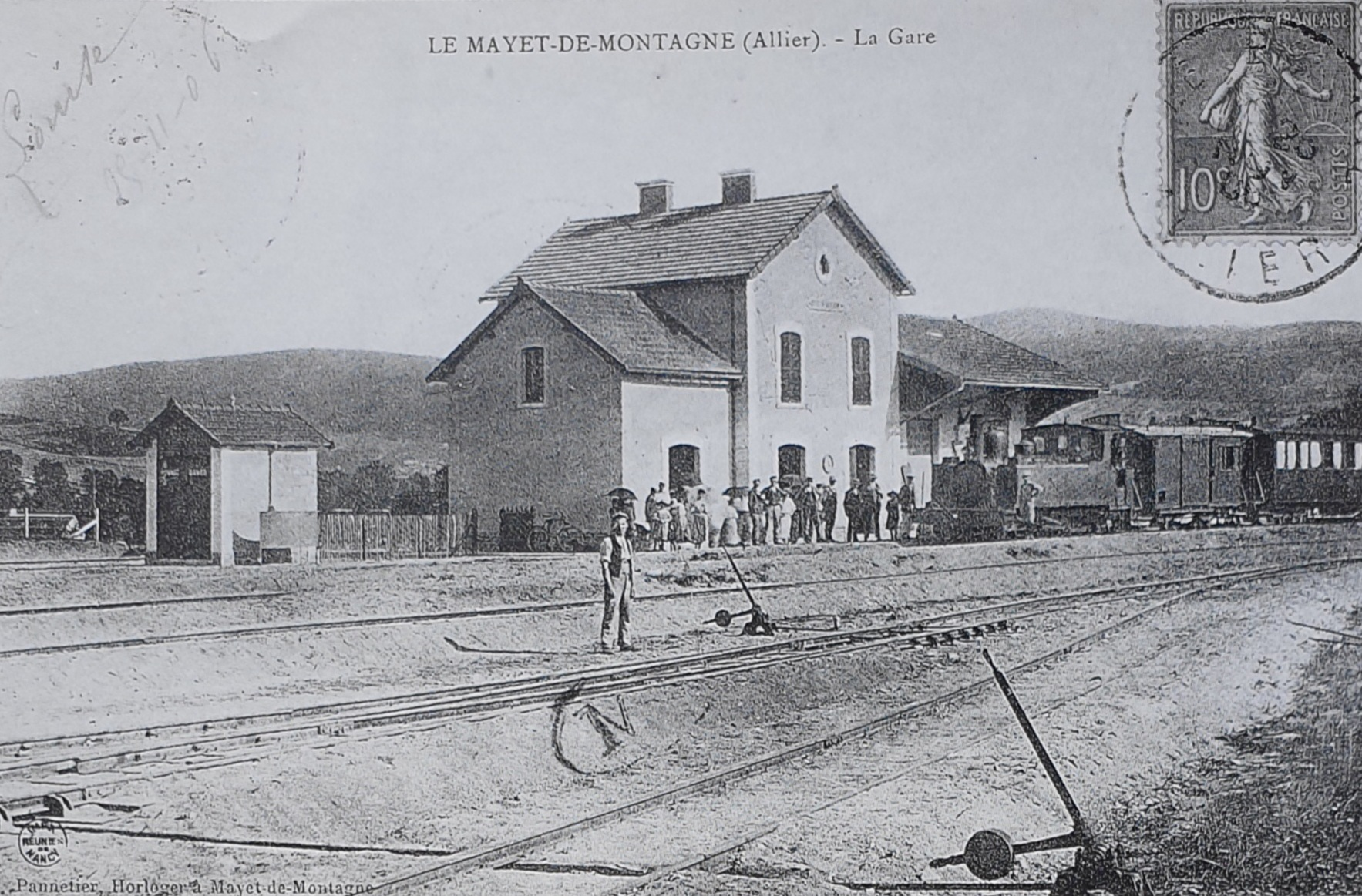
Locomotive et fourgon à bagages en gare de Mayet de Montagne

- type Df à 2 essieux, 20 unités (IG)
- Fourgons provenant du chemin de fer Dompierre Lapalisse, 3 unités

matériel livré au deuxième réseau
- type Df à 2 essieux, 8 unités (Allier), 12 unités (Cher)[2]

### Wagons de marchandises

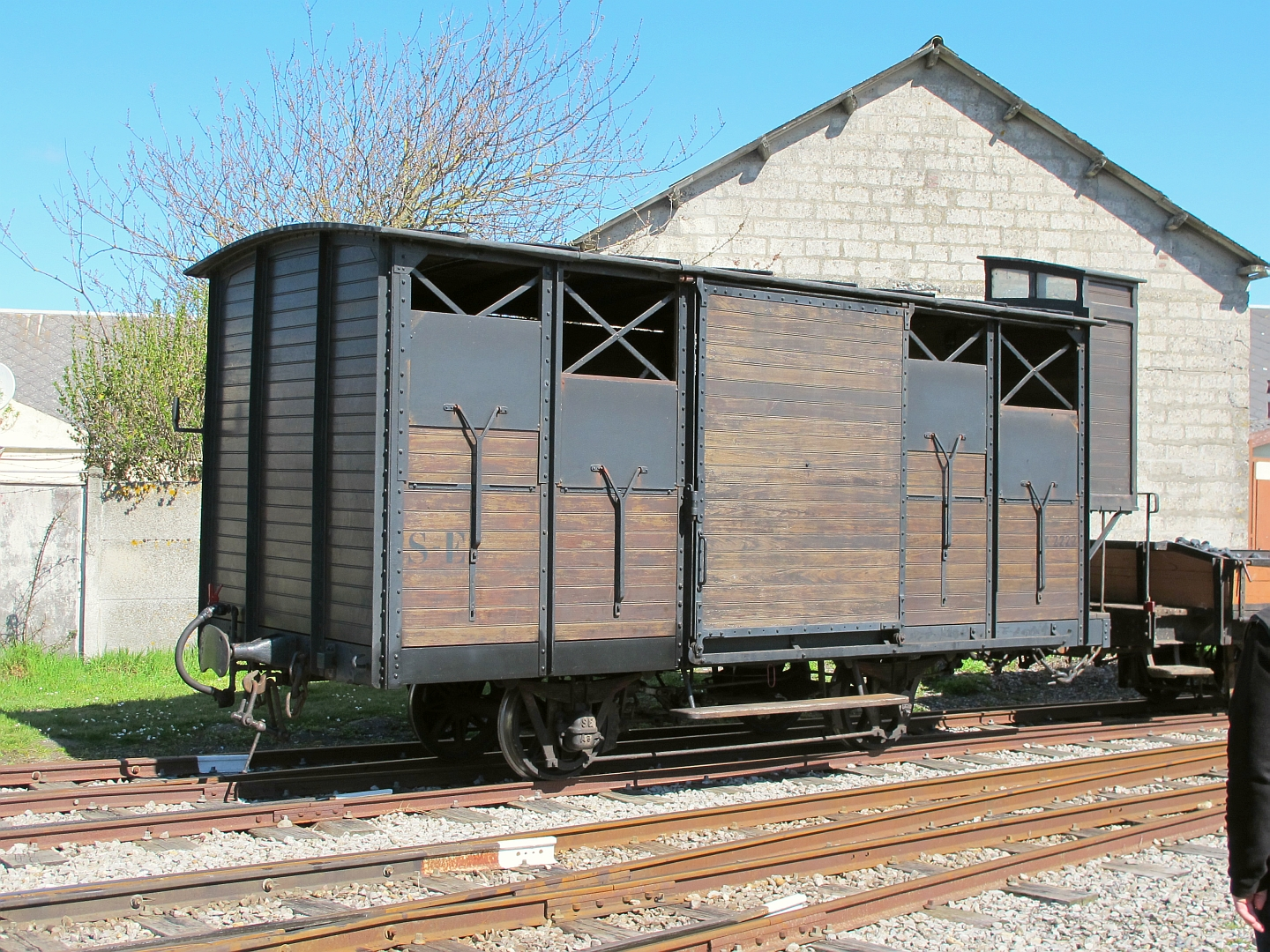
Wagon couvert série Kf (couvert freiné)du CFBS identique à ceux de l'Allier et du Centre

Wagons livrés  au premier réseau entre 1886 et 1892

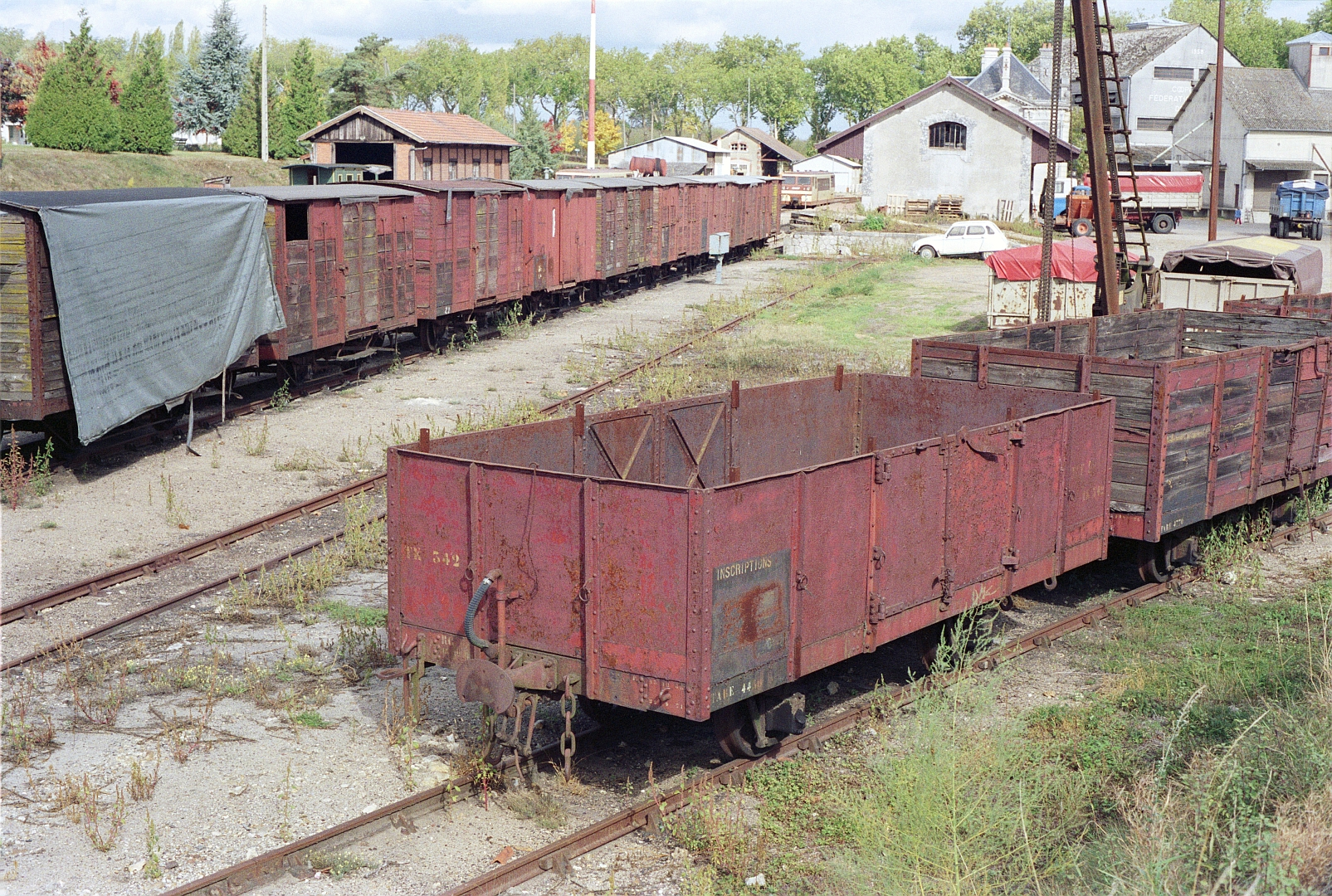
Wagon tombereau de l'Allier ici au chemin de fer du Blanc Argent

- wagons couverts

série K et Kf, 62 unités (Allier), 11 unités (Cher), 149 unités (IG),
- wagons tombereaux

série U et Uf, 101 unités (Allier), 10 unités (Cher), 80 unités (IG),
- wagons plats

série H et Hf, 69 unités (Allier), 10 unités (Cher), 54 unités (IG),
- wagons à traverse mobile,

série T, 12 unités (Allier), 4 unités (Cher), 22 unités (IG),
- wagons à caisse culbutante, 53 unités (Allier), 2 unités (Cher), 4 unités (IG),
- wagons à  pierres, 7 unités (Allier),
- wagon grue, 1 unité (Allier), 1  unité (Cher)

Wagons provenant du chemin de fer Dompierre-Lapalisse
- wagons couverts, 22 unités
- wagons tombereaux, 12 unités
- wagons à caisse culbutante, 48 unités
- wagons à traverse mobile, 6 unités
- wagon grue, 1 unité

Wagons livrés au second réseau entre 1906 et 1909
Ces wagons sont livrés au réseau départemental du Cher et de l'Allier
- wagons couverts
- wagons plats
- wagons à traverse mobile,
- Wagons grues

## Matériel provenant de la compagnie des chemins de fer du Centre
Lors de la reprise de l'exploitation de la section de ligne de la société des Chemins de fer du Centre (CFC) située dans le département de l'Allier, une partie du matériel roulant de cette compagnie fut attribuée au  département de l'Allier et confié à la SE.
- 3 locomotives type 230T N° 3-21 à 3-23,
- Voitures à voyageurs

3 voitures ABf, à bogies, 1ère: 9 places, 2ème: 35 places, N° 16 à 18,
1 voiture Bf, à bogies, 2ème: 47 places,  N° 41,
4 voitures BDf, à bogies, 2ème: 25 places, N° 61 à 64,
- Wagons de marchandises à 2 essieux

4 couverts, série Gf 401 à ...
16 tombereaux, série Hf 601 à ...
10 plats, série MC 801 à ...
4 plats à traverse pivotante, série M 901 à ...

## Matériel complémentaire
Autorails 

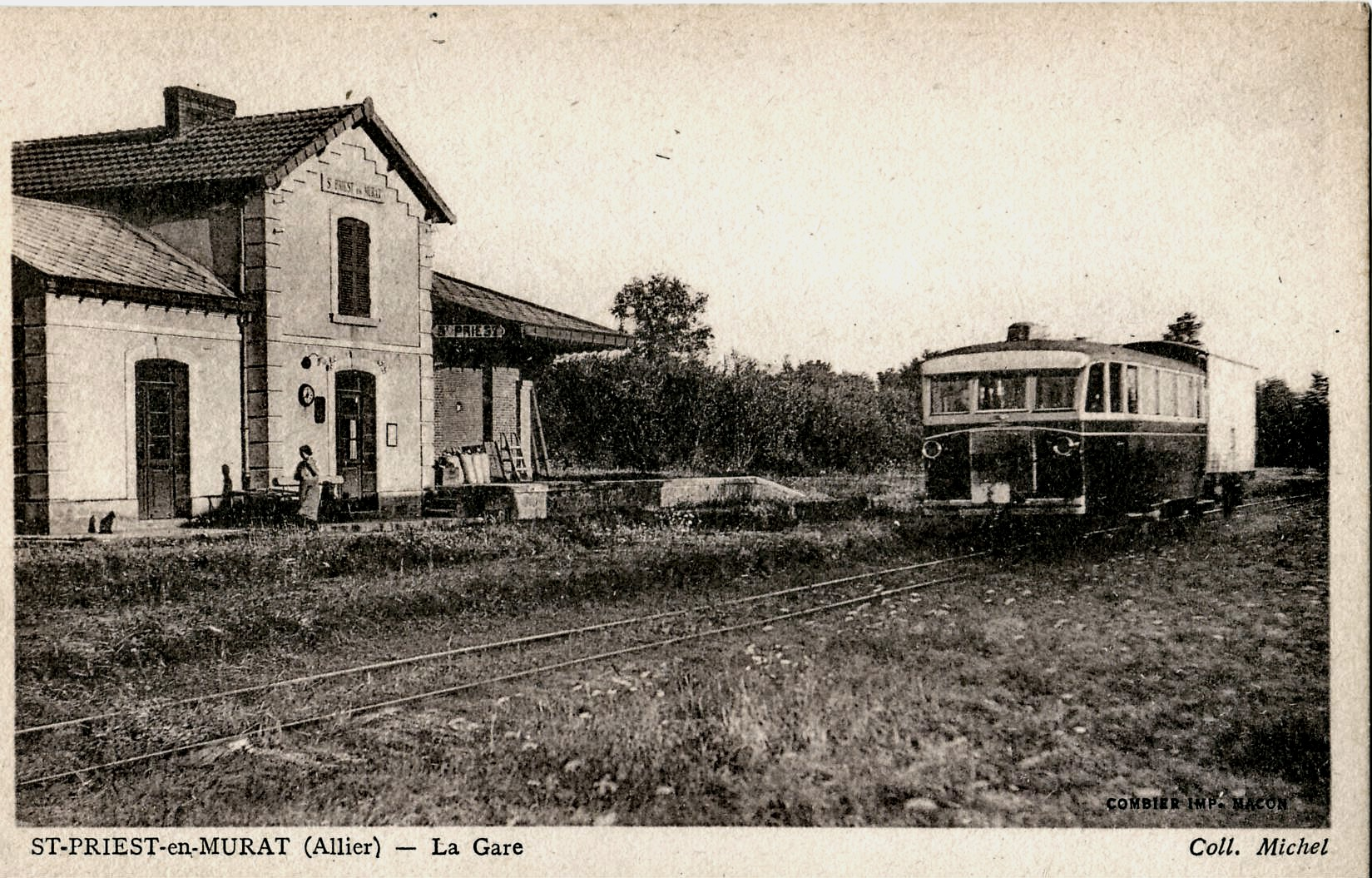
Autorail De Dion type MH

- A1 à A7, type MH, livrés par De Dion-Bouton en 1933-34 et  attribués au réseau de l'Allier
- M1, type KA, livré par Renault en 1922 et attribué au département du Cher
- M2 et M3, type MH, livrés par De Dion Bouton en 1933 et attribués au réseau d'intéret général
- M4 à M6, type MH,livrés par De Dion Bouton en 1934 et attribués au département du Cher
- M7, type MH, livré par De Dion Bouton en 1934 et attribué au réseau d'intéret général
- M8 et M9, type NJ, livré par De Dion Bouton en 1936 et attribué au département du Cher

Remorques
- type NV, livrées par De Dion Bouton en 1936 et  attribuées au réseau de l'Allier (2 unités)
- type NO, livrées par De Dion Bouton en 1936 et  attribuées au réseau du Cher (3 unités)
- type NO, livrée par De Dion Bouton en 1936 et  attribuée au réseau d'intéret général (1 unité)